# 道の駅伊勢志摩
道の駅伊勢志摩（みちのえき いせしま）は、三重県志摩市磯部町穴川にある国道167号の道の駅である。

## 概要
2006年（平成18年）より指定管理者制度を導入している。伊勢志摩物産館協同組合が指定管理者として運営していたが、志摩市議会は同組合による休憩用スペースでの物販管理の問題や、トイレの衛生問題を理由に指定管理業務の延長を否決したため、2015年度（平成27年度）は臨時職員を雇用して志摩市の直接運営に切り替えた。2022年（令和4年）度から志摩市観光協会が指定管理者として運営する。
2021年（令和3年）には、防災と災害支援の活動拠点として三重県内では唯一「防災道の駅」に選定されている。

## 主な施設
- 駐車場
  - 普通車：26台[8]
  - 大型車：2台
  - 身体障害者用：1台
- トイレ（いずれも24時間利用可能）
  - 男：大 3器、小 7器
  - 女：7器
  - 身体障害者用：1器
- 公衆電話
- 情報コーナー（175 m2、2001年3月竣工[4]）
- 伊勢志摩物産館「ささゆりの郷」
  - レストラン道
- サンアール磯部（場外勝馬投票券発売所）
  - 中央競馬（JRA）および地方競馬（主に名古屋競馬場の主催レース）の勝馬投票券を発売。
- 志摩市観光農園（隣接施設）
  - 伊勢志摩ゆりパークの後継施設として2009年（平成21年）7月19日に開園し、指定管理者として志摩観光農園が運営していた。面積4.4ha、2015年度の来園者数は約2万人[9]。入園料はシバザクラの咲く季節のみ500円を徴収していた[10]が、2016年より通年で有料化した[9]。かつての呼び物はシバザクラであったが[10]、シバザクラは開花状況が芳しくなかったため、2023年（令和5年）からコキアに変更した[11]。コキアのほか、コスモス、ネモフィラ、ヒマワリを栽培しており、これらの開花期のみ営業している[12]。2025年（令和7年）現在は志摩市農林課が管理している[12]。

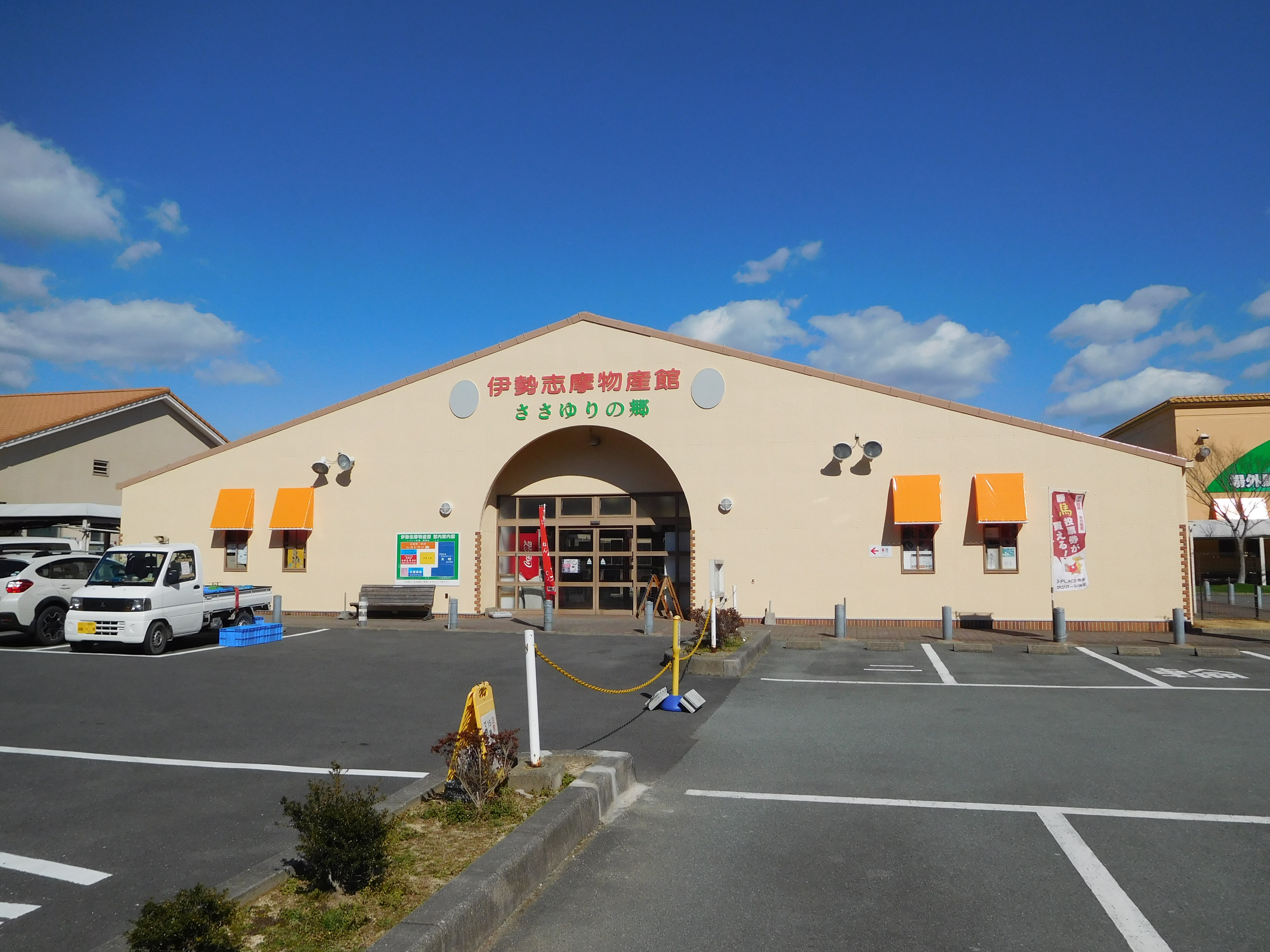
伊勢志摩物産館 「ささゆりの郷」
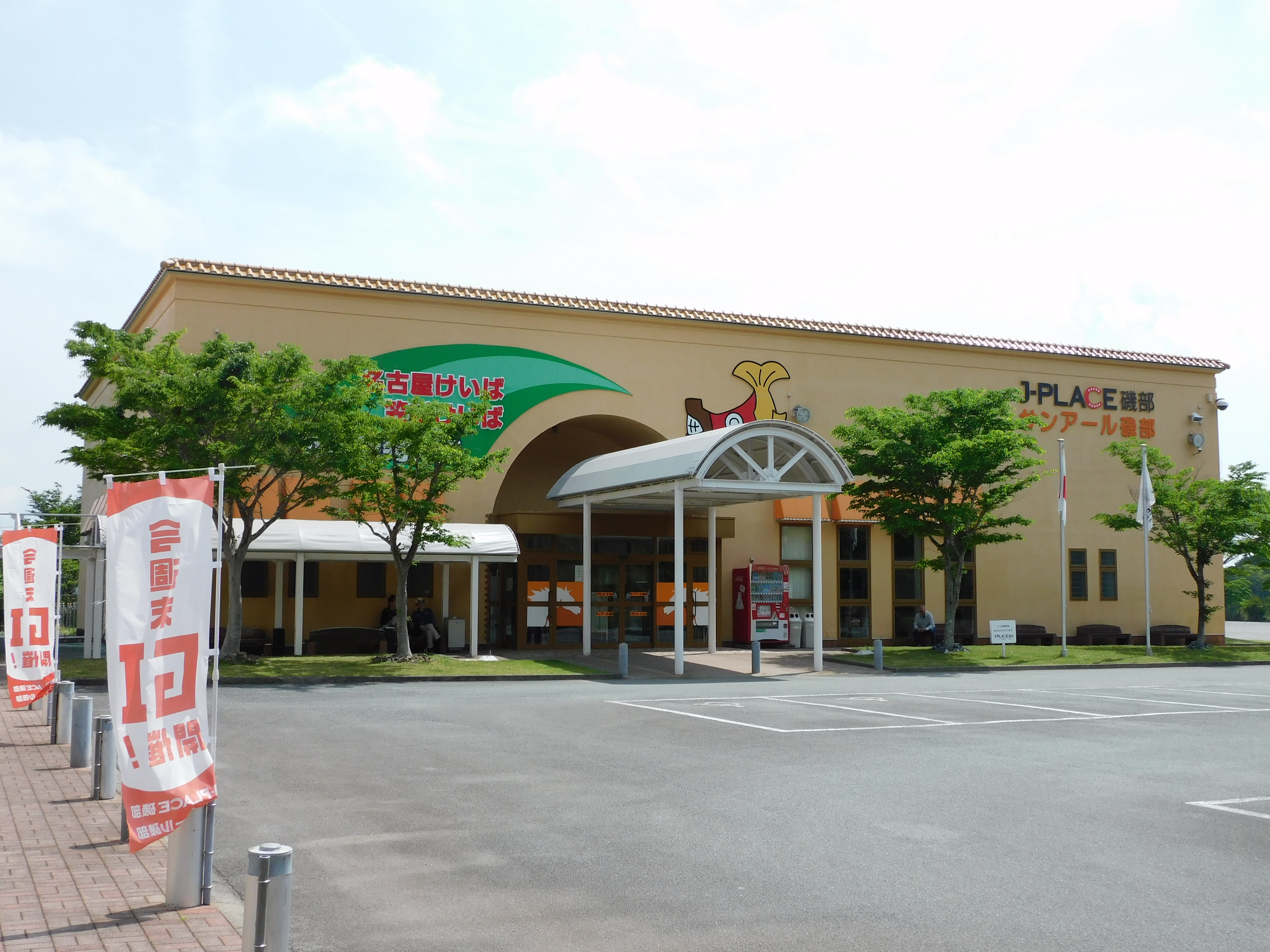
サンアール磯部

### 過去に存在した施設
- 伊勢志摩ゆりパーク（隣接施設）
  - 開園期間：4月下旬 - 7月上旬、9：00 - 17：00
  - 地元の農家で結成された有限会社アスセナが運営していたが、累積債務が1億4千万円に達し破綻した[13]。

## 休館日
- 年中無休

## 道路
- 国道167号 鵜方磯部バイパス - 登録路線

## 利用者数の推移
| 利用者数                                         | 利用者数 | 利用者数 | 利用者数 | 利用者数 |
| ------------------------------------------------ | -------- | -------- | -------- | -------- |
| 年度                                             |          |          |          | 人数     |
| 2005年                                           | 2005年   |          | 273,789  | 273,789  |
| 2006年                                           | 2006年   |          | 250,663  | 250,663  |
| 2007年                                           | 2007年   |          | 254,895  | 254,895  |
| 2008年                                           | 2008年   |          | 209,154  | 209,154  |
| 2009年                                           | 2009年   |          | 221,641  | 221,641  |
| 2010年                                           | 2010年   |          | 237,893  | 237,893  |
| 2011年                                           | 2011年   |          | 218,079  | 218,079  |
| 2012年                                           | 2012年   |          | 216,203  | 216,203  |
| 2013年                                           | 2013年   |          | 245,428  | 245,428  |
| 2014年                                           | 2014年   |          | 218,240  | 218,240  |
| 2015年                                           | 2015年   |          | 241,383  | 241,383  |
| 2016年                                           | 2016年   |          | 249,484  | 249,484  |
| 2017年                                           | 2017年   |          | 261,292  | 261,292  |
| 2018年                                           | 2018年   |          | 293,319  | 293,319  |
| 2019年                                           | 2019年   |          | 319,288  | 319,288  |
| 2020年                                           | 2020年   |          | 256,274  | 256,274  |
| 2021年                                           | 2021年   |          | 214,125  | 214,125  |
| 2022年                                           | 2022年   |          | 263,769  | 263,769  |
| 2023年                                           | 2023年   |          | 258,360  | 258,360  |
| 2024年                                           | 2024年   |          | 244,305  | 244,305  |
| 観光レクリエーション入込客数（全国基準）による。 |          |          |          |          |

## 周辺観光地
- 志摩スペイン村
- 伊雑宮